# Voïvodie de Piotrków
Pour les articles homonymes, voir Piotrków (homonymie).
La voïvodie de Piotrków (en polonais : województwo piotrkowskie) était une unité de division administrative et un gouvernement local de Pologne entre 1975 et 1998. 
Son territoire s'étendait sur 6 266 km2 et il est désormais couvert par la nouvelle voïvodie de Łódź, à la suite d'une loi de 1998 réorganisant le découpage administratif du pays.
En 1998, la voïvodie comptait 642 200 habitants.
La capitale de la voïvodie était Piotrków Trybunalski.
À la dissolution de la voïvodie, elle est remplacée et intégrée dans la nouvelle voïvodie de Łódź.

## Bureaux de district (Powiat)
Sur la base de la loi du 22 mars 1990, les autorités locales de l'administration publique générale, ont créé cinq régions administratives associant une dizaine de municipalités.

### Bureau de district de Bełchatów
Le bureau de district de Bełchatów compte huit gminy, ou communes, et une ville :
- Bełchatów ;
- Dłutów ;
- Drużbice ;
- Kleszczów ;
- Kluki ;
- Rząśnia ;
- Szczerców ;
- Zelów ;
- Bełchatów (ville).

### Bureau de district d'Opoczno
Le bureau de district d'Opoczno compte huit gminy :
- Białaczów ;
- Fałków ;
- Mniszków ;
- Opoczno ;
- Paradyż ;
- Poświętne ;
- Sławno ;
- Żarnów.

### Bureau de district de Piotrków Trybunalski
Le bureau de district de Piotrków Trybunalski compte douze gminy et une ville :
- Aleksandrów ;
- Czarnocin ;
- Gorzkowice ;
- Grabica ;
- Łęki Szlacheckie ;
- Moszczenica ;
- Ręczno ;
- Rozprza ;
- Sulejów ;
- Tuszyn ;
- Wola Krzysztoporska ;
- Wolbórz ;
- Piotrków Trybunalski (ville).

### Bureau de district de Radomsko
Le bureau de district de Radomsko compte treize gminy et une ville :
- Dobryszyce ;
- Gomunice ;
- Kamieńsk ;
- Kluczewsko ;
- Kobiele Wielkie ;
- Kodrąb ;
- Lgota Wielka ;
- Ładzice ;
- Masłowice ;
- Przedbórz ;
- Radomsko ;
- Sulmierzyce  ;
- Wielgomłyny ;
- Radomsko (ville).

### Bureau de district de Tomaszów Mazowiecki
Le bureau de district de Tomaszów Mazowiecki compte onze gminy et une ville :
- Będków ;
- Budziszewice ;
- Czerniewice ;
- Inowłódz ;
- Koluszki ;
- Lubochnia ;
- Rokiciny ;
- Rzeczyca ;
- Tomaszów Mazowiecki ;
- Ujazd ;
- Żelechlinek ;
- Tomaszów Mazowiecki (ville).

## Villes
Population au 31 décembre 1998 :
- Piotrków Trybunalski - 81 284 ;
- Tomaszów Mazowiecki - 69 648 ;
- Bełchatów - 60 937 ;
- Radomsko - 51 069 ;
- Opoczno - 22 327 ;
- Koluszki - 13 077 ;
- Zelów - 7 309 ;
- Tuszyn - 7 195 ;
- Sulejów - 6 200 ;
- Przedbórz - 3 600 ;
- Kamieńsk - 2 500.